# Zuhajr Maszarika
Zuhajr Maszarika (ur. 1938 w Aleppo, zm. 23 kwietnia 2007 w Damaszku) – syryjski polityk, działacz syryjskiej partii Baas, wiceprezydent Syrii w latach 1984–2006.

## Życiorys
Pochodził z rodziny sunnickiej. Pierwsze znaczące stanowisko państwowe objął w 1973, gdy został mianowany gubernatorem muhafazy Hama. Począwszy od 1975 zasiadał w Przywództwie Regionalnym Partii Baas (oddziału syryjskiego). W 1978 objął w syryjskim rządzie stanowisko ministra edukacji.
Sześć lat później sprawujący w Syrii dyktatorską władzę prezydent Hafiz al-Asad mianował go jednym z trzech wiceprezydentów kraju; pozostałymi byli Rifat al-Asad oraz Abd al-Halim Chaddam. Maszarika był odpowiedzialny za sprawy wewnętrzne kraju. Pozostał w Przywództwie Regionalnym Partii Baas także po śmierci Hafiza al-Asada w 2000 i objęciu władzy przez jego syna Baszszara. Do 2005 pozostawał przewodniczącym Narodowego Frontu Postępu. W roku następnym Baszszar al-Asad zdymisjonował ze stanowiska wiceprezydenta zarówno jego, jak i Abd al-Halima Chaddama, powierzając ich obowiązki Farukowi asz-Szarze i Nadżah al-Attar.
Miał żonę i pięcioro dzieci.